# UEFAチャンピオンズリーグ 2009-10 グループリーグ
UEFAチャンピオンズリーグ 2009-10 グループリーグ (UEFA Champions League 2009–10 group stage)は2009年9月15日から12月9日まで開催された2009-10 UEFAチャンピオンズリーグ本戦の第1ステージである。予選プレーオフを勝ち抜いた10チームと、既に出場が決まっていた22チームの計32チームで行われた。各グループを勝ち抜いた16チームが決勝トーナメントへ勝ち進む。

## 抽選
組み合わせ抽選会は2009年8月27日にモナコのグリマルディ・フォーラムで行われた。UEFAランキングに基づいたシードにより4つの抽選ポットに分けられ、8グループに振り分けられた。なお、同一ポットや同一リーグからは同じグループに振り分けられない。
| ポット1          | ポット1  | ポット1 |
| チーム           | ポイント |         |
| ---------------- | -------- | ------- |
| バルセロナ       | 121.853  |         |
| チェルシー       | 118.899  |         |
| リヴァプール     | 118.899  |         |
| マンチェスターU. | 111.899  |         |
| ミラン           | 110.582  |         |
| アーセナル       | 106.899  |         |
| セビージャ       | 100.853  |         |
| バイエルン       | 98.339   |         |

| ポット2            | ポット2  | ポット2 |
| チーム             | ポイント |         |
| ------------------ | -------- | ------- |
| リヨン             | 91.033   |         |
| インテル           | 87.582   |         |
| レアル・マドリード | 78.853   |         |
| CSKAモスクワ       | 71.525   |         |
| ポルト             | 68.292   |         |
| アルクマール       | 64.826   |         |
| ユヴェントス       | 63.582   |         |
| レンジャーズ       | 56.575   |         |

| ポット3                  | ポット3  | ポット3 |
| チーム                   | ポイント |         |
| ------------------------ | -------- | ------- |
| オリンピアコス           | 52.633   |         |
| マルセイユ               | 48.033   |         |
| ディナモ・キーウ         | 46.370   |         |
| シュトゥットガルト       | 45.339   |         |
| フィオレンティーナ       | 42.582   |         |
| アトレティコ・マドリード | 41.853   |         |
| ボルドー                 | 40.033   |         |
| ベシクタシュ             | 32.445   |         |

| ポット4                | ポット4  | ポット4 |
| チーム                 | ポイント |         |
| ---------------------- | -------- | ------- |
| ヴォルフスブルク       | 21.339   |         |
| スタンダール           | 21.065   |         |
| マッカビ・ハイファ     | 17.050   |         |
| チューリヒ             | 14.050   |         |
| ルビン                 | 9.525    |         |
| ウニレア・ウルジチェニ | 8.781    |         |
| アポエル               | 4.016    |         |
| デブレツェン           | 1.633    |         |

## 順位決定方法
各グループ内で2チーム以上が総勝点で並んだ場合、以下の順番で順位が決定される。
1. 直接対決の勝点
2. 直接対決の得失点差
3. 直接対決のアウェーゴール数
4. 総得失点差
5. 総得点
6. クラブ及び所属リーグの過去5年間のUEFA積算係数ポイント

## グループ
各グループでホーム・アンド・アウェー方式の総当たり戦が行われた。第1節は2009年9月15日・16日、第2節は2009年9月29日・30日、第3節は2009年10月20日・21日、第4節は2009年11月3日・4日、第5節は2009年11月24日・25日、第6節は2009年12月8日・9日に開催された。各グループ上位2チームは決勝トーナメント1回戦に進出。3位チームはUEFAヨーロッパリーグの決勝トーナメント1回戦に出場し、そのうちの上位4チームはヨーロッパリーグの各グループ首位の12クラブと共にシードされる。
| グループリーグ順位表の凡例                          |
| --------------------------------------------------- |
| 上位2チームは決勝トーナメント進出                   |
| 3位チームはUEFAヨーロッパリーグ決勝トーナメント進出 |

### グループA
| チーム             | 勝点 | 試合 | 勝 | 分 | 負 | 得 | 失 | 差 |
| ------------------ | ---- | ---- | -- | -- | -- | -- | -- | -- |
| ボルドー           | 16   | 6    | 5  | 1  | 0  | 9  | 2  | +7 |
| バイエルン         | 10   | 6    | 3  | 1  | 2  | 9  | 5  | +4 |
| ユヴェントス       | 8    | 6    | 2  | 2  | 2  | 4  | 7  | -3 |
| マッカビ・ハイファ | 0    | 6    | 0  | 0  | 6  | 0  | 8  | -8 |

| 2009年9月15日 20:45 UTC+2 |

| ユヴェントス      | 1 - 1    | ボルドー      |
| イアクインタ 63分 | レポート | プラシル 75分 |

| トリノ、スタディオ・オリンピコ1 観客数: 17,513 主審: トム・ヘニンク・エブレベ (ノルウェー) |

| 2009年9月15日 20:45 UTC+2 |

| マッカビ・ハイファ | 0 - 3    | バイエルン                                  |
|                    | レポート | ファン・ブイテン 64分 · ミュラー 85分, 88分 |

| テルアビブ、ラマト・ガン2 観客数: 38,789 主審: ダミル・スコミナ (スロベニア) |

| 2009年9月30日 20:45 UTC+2 |

| バイエルン | 0 - 0    | ユヴェントス |
|            | レポート |              |

| ミュンヘン、フスバル・アレナ・ミュンヘン 観客数: 66,000 主審: ハワード・ウェブ (イングランド) |

| 2009年9月30日 20:45 UTC+2 |

| ボルドー      | 1 - 0    | マッカビ・ハイファ |
| シアーニ 83分 | レポート |                    |

| ボルドー、スタッド・シャバン・ドゥルマ 観客数: 28,748 主審: エリック・ブラームハール (オランダ) |

| 2009年10月21日 20:45 UTC+2 |

| ボルドー                        | 2 - 1    | バイエルン          |
| シアーニ 27分 · プラニュス 40分 | レポート | シアーニ 6分 (o.g.) |

| ボルドー、スタッド・シャバン・ドゥルマ 観客数: 31,321 主審: テリエ・ハウゲ (ノルウェー) |

| 2009年10月21日 20:45 UTC+2 |

| ユヴェントス      | 1 - 0    | マッカビ・ハイファ |
| キエッリーニ 47分 | レポート |                    |

| トリノ、スタディオ・オリンピコ1 観客数: 21,303 主審: オレガリオ・ベンケレンサ (ポルトガル) |

| 2009年11月3日 20:45 UTC+1 |

| バイエルン | 0 - 2    | ボルドー                        |
|            | レポート | グルキュフ 37分 · シャマフ 90分 |

| ミュンヘン、フスバル・アレナ・ミュンヘン 観客数: 66,000 主審: ペドロ・プロエンサ (ポルトガル) |

| 2009年11月3日 20:45 UTC+1 |

| マッカビ・ハイファ | 0 - 1    | ユヴェントス        |
|                    | レポート | カモラネージ 45+2分 |

| テルアビブ、ラマト・ガン2 観客数: 39,120 主審: テリエ・ハウゲ (ノルウェー) |

| 2009年11月25日 20:45 UTC+1 |

| ボルドー                            | 2 - 0    | ユヴェントス |
| フェルナンド 54分 · シャマフ 90+4分 | レポート |              |

| ボルドー、スタッド・シャバン・ドゥルマ 観客数: 32,195 主審: エドゥアルド・イトゥラルデ・ゴンサレス (スペイン) |

| 2009年11月25日 20:45 UTC+1 |

| バイエルン    | 1 - 0    | マッカビ・ハイファ |
| オリッチ 62分 | レポート |                    |

| ミュンヘン、フスバル・アレナ・ミュンヘン 観客数: 58,000 主審: クレイグ・トムソン (スコットランド) |

| 2009年12月8日 20:45 UTC+1 |

| ユヴェントス  | 1 - 4    | バイエルン                                                               |
| トレゼゲ 19分 | レポート | ブット 30分 (PK) · オリッチ 52分 · ゴメス 83分 · ティモシュチュク 90+2分 |

| トリノ、スタディオ・オリンピコ1 観客数: 27,801 主審: マッシモ・ブサッカ (スイス) |

| 2009年12月8日 20:45 UTC+1 |

| マッカビ・ハイファ | 0 - 1    | ボルドー      |
|                    | レポート | ジュシエ 13分 |

| テルアビブ、ラマト・ガン2 観客数: 25,800 主審: ヨナス・エリクソン (スウェーデン) |

注釈
- 1. ユヴェントスの新スタジアム、ユヴェントス・スタジアムが建設中のため、スタディオ・オリンピコで開催された。
- 2. マッカビ・ハイファの本拠地、キルヤト・エリゼル・スタジアムがUEFA基準に満たないため、ラマト・ガンで開催された。

### グループB
| チーム           | 勝点 | 試合 | 勝 | 分 | 負 | 得 | 失 | 差 |
| ---------------- | ---- | ---- | -- | -- | -- | -- | -- | -- |
| マンチェスターU. | 13   | 6    | 4  | 1  | 1  | 10 | 6  | +4 |
| CSKAモスクワ     | 10   | 6    | 3  | 1  | 2  | 10 | 10 | 0  |
| ヴォルフスブルク | 7    | 6    | 2  | 1  | 3  | 9  | 8  | +1 |
| ベシクタシュ     | 4    | 6    | 1  | 1  | 4  | 3  | 8  | -5 |

| 2009年9月15日 20:45 UTC+2 |

| ヴォルフスブルク                 | 3 - 1    | CSKAモスクワ    |
| グラフィチ 36分, 41分 (PK), 87分 | レポート | ジャゴエフ 76分 |

| ヴォルフスブルク、フォルクスワーゲン・アレーナ 観客数: 25,017 主審: ステファン・ラノワ (フランス) |

| 2009年9月15日 20:45 UTC+2 |

| ベシクタシュ | 0 - 1    | マンチェスターU. |
|              | レポート | スコールズ 77分  |

| イスタンブール、イニョニュ 観客数: 26,448 主審: ニコラ・リッツォーリ (イタリア) |

| 2009年9月30日 20:45 UTC+2 |

| マンチェスターU.              | 2 - 1    | ヴォルフスブルク |
| ギグス 59分 · キャリック 78分 | レポート | ジェコ 56分      |

| マンチェスター、オールド・トラッフォード 観客数: 74,037 主審: カッシャイ・ヴィクトル (ハンガリー) |

| 2009年9月30日 20:30 UTC+4 |

| CSKAモスクワ                     | 2 - 1    | ベシクタシュ |
| ジャゴエフ 7分 · クラシッチ 61分 | レポート | ダグ 90+2分  |

| モスクワ、ルジニキ・スタジアム 観客数: 19,750 主審: マヌエル・メフト・ゴンサレス (スペイン) |

| 2009年10月21日 20:30 UTC+4 |

| CSKAモスクワ | 0 - 1    | マンチェスターU. |
|              | レポート | バレンシア 86分  |

| モスクワ、ルジニキ・スタジアム 観客数: 51,250 主審: クラウス・ボー・ラーセン (デンマーク) |

| 2009年10月21日 20:45 UTC+2 |

| ヴォルフスブルク | 0 - 0    | ベシクタシュ |
|                  | レポート |              |

| ヴォルフスブルク、フォルクスワーゲン・アレーナ 観客数: 25,778 主審: ロベルト・ロゼッティ (イタリア) |

| 2009年11月3日 20:45 UTC+1 |

| マンチェスターU.                                      | 3 - 3    | CSKAモスクワ                                           |
| オーウェン 29分 · スコールズ 84分 · バレンシア 90+2分 | レポート | ジャゴエフ 25分 · クラシッチ 31分 · V・ベレズツキ 47分 |

| マンチェスター、オールド・トラッフォード 観客数: 73,718 主審: オレガリオ・ベンケレンサ (ポルトガル) |

| 2009年11月3日 20:45 UTC+1 |

| ベシクタシュ | 0 - 3    | ヴォルフスブルク                                  |
|              | レポート | ミシモビッチ 14分 · ゲントナー 80分 · ジェコ 87分 |

| イスタンブール、イニョニュ 観客数: 18,116 主審: アルベルト・ウンディアーノ (スペイン) |

| 2009年11月25日 20:45 UTC+1 |

| マンチェスターU. | 0 - 1    | ベシクタシュ  |
|                  | レポート | テージョ 20分 |

| マンチェスター、オールド・トラッフォード 観客数: 74,242 主審: ステファン・ラノワ (フランス) |

| 2009年11月25日 20:30 UTC+3 |

| CSKAモスクワ                    | 2 - 1    | ヴォルフスブルク |
| ネツィド 58分 · クラシッチ 66分 | レポート | ジェコ 19分      |

| モスクワ、ルジニキ・スタジアム 観客数: 13,478 主審: ニコラ・リッツォーリ (イタリア) |

| 2009年12月8日 20:45 UTC+1 |

| ベシクタシュ | 1 - 2    | CSKAモスクワ                        |
| ボボー 86分  | レポート | クラシッチ 41分 · アルドニン 90+5分 |

| イスタンブール、イニョニュ 観客数: 16,129 主審: マルティン・ハンソン (スウェーデン) |

| 2009年12月8日 20:45 UTC+1 |

| ヴォルフスブルク | 1 - 3    | マンチェスターU.              |
| ジェコ 56分      | レポート | オーウェン 44分, 83分, 90+1分 |

| ヴォルフスブルク、フォルクスワーゲン・アレーナ 観客数: 26,490 主審: ビヨルン･カイペルス (オランダ) |

### グループC
| チーム             | 勝点 | 試合 | 勝 | 分 | 負 | 得 | 失 | 差 |
| ------------------ | ---- | ---- | -- | -- | -- | -- | -- | -- |
| レアル・マドリード | 13   | 6    | 4  | 1  | 1  | 15 | 7  | +8 |
| ミラン             | 9    | 6    | 2  | 3  | 1  | 8  | 7  | +1 |
| マルセイユ         | 7    | 6    | 2  | 1  | 3  | 10 | 10 | 0  |
| チューリヒ         | 4    | 6    | 1  | 1  | 4  | 5  | 14 | -9 |

| 2009年9月15日 20:45 UTC+2 |

| チューリヒ                               | 2 - 5    | レアル・マドリード                                                      |
| マルガイラス 64分 (PK) · エゲルター 65分 | レポート | ロナウド 27分, 89分 · ラウール 34分 · イグアイン 45+1分 · グティ 90+4分 |

| チューリヒ、レツィグルント 観客数: 24,424 主審: マーティン･アトキンソン (イングランド) |

| 2009年9月15日 20:45 UTC+2 |

| マルセイユ    | 1 - 2    | ミラン                |
| エインセ 49分 | レポート | インザーギ 28分, 74分 |

| マルセイユ、ベロドローム 観客数: 55,434 主審: クラウス・ボー・ラーセン (デンマーク) |

| 2009年9月30日 20:45 UTC+2 |

| ミラン | 0 - 1    | チューリヒ      |
|        | レポート | ティヒネン 10分 |

| ミラノ、スタディオ・ジュゼッペ・メアッツァ 観客数: 32,439 主審: フロリアン・マイアー (ドイツ) |

| 2009年9月30日 20:45 UTC+2 |

| レアル・マドリード                   | 3 - 0    | マルセイユ |
| ロナウド 58分, 64分 · カカ 61分 (PK) | レポート |            |

| マドリード、サンティアゴ・ベルナベウ 観客数: 67,244 主審: マルティン・ハンソン (スウェーデン) |

| 2009年10月21日 20:45 UTC+2 |

| レアル・マドリード            | 2 - 3    | ミラン                        |
| ラウール 19分 · ドレンテ 76分 | レポート | ピルロ 62分 · パト 66分, 88分 |

| マドリード、サンティアゴ・ベルナベウ 観客数: 71,569 主審: フランク・デ・ブリーカー (ベルギー) |

| 2009年10月21日 20:45 UTC+2 |

| チューリヒ | 0 - 1    | マルセイユ    |
|            | レポート | エインセ 69分 |

| チューリヒ、レツィグルント 観客数: 22,300 主審: ダミル・スコミナ (スロベニア) |

| 2009年11月3日 20:45 UTC+1 |

| ミラン                   | 1 - 1    | レアル・マドリード |
| ロナウジーニョ 35分 (PK) | レポート | ベンゼマ 29分      |

| ミラノ、スタディオ・ジュゼッペ・メアッツァ 観客数: 75,092 主審: フェリックス・ブリッヒ (ドイツ) |

| 2009年11月3日 20:45 UTC+1 |

| マルセイユ                                                                                              | 6 - 1    | チューリヒ        |
| エゲルター 3分 (o.g.) · アブリエル 11分 · ニアン 51分 · イウトン 80分 · シェイル 87分 · ブランドン 90分 | レポート | アルフォンス 31分 |

| マルセイユ、ベロドローム 観客数: 56,282 主審: クレイグ・トムソン (スコットランド) |

| 2009年11月25日 20:45 UTC+1 |

| レアル・マドリード | 1 - 0    | チューリヒ |
| イグアイン 21分    | レポート |            |

| マドリード、サンティアゴ・ベルナベウ 観客数: 67,867 主審: アラン・ハマー (ルクセンブルク) |

| 2009年11月25日 20:45 UTC+1 |

| ミラン          | 1 - 1    | マルセイユ  |
| ボリエッロ 10分 | レポート | ルチョ 16分 |

| ミラノ、スタディオ・ジュゼッペ・メアッツァ 観客数: 49,063 主審: ハワード・ウェブ (イングランド) |

| 2009年12月8日 20:45 UTC+1 |

| チューリヒ    | 1 - 1    | ミラン                   |
| ガイッチ 29分 | レポート | ロナウジーニョ 64分 (PK) |

| チューリヒ、レツィグルント 観客数: 24,100 主審: ペドロ・プロエンサ (ポルトガル) |

| 2009年12月8日 20:45 UTC+1 |

| マルセイユ  | 1 - 3    | レアル・マドリード                   |
| ルチョ 11分 | レポート | ロナウド 5分, 80分 · アルビオル 60分 |

| マルセイユ、ベロドローム 観客数: 55,722 主審: ヴォルフガング・シュタルク (ドイツ) |

### グループD
| チーム                   | 勝点 | 試合 | 勝 | 分 | 負 | 得 | 失 | 差 |
| ------------------------ | ---- | ---- | -- | -- | -- | -- | -- | -- |
| チェルシー               | 14   | 6    | 4  | 2  | 0  | 11 | 4  | +7 |
| ポルト                   | 12   | 6    | 4  | 0  | 2  | 8  | 3  | +5 |
| アトレティコ・マドリード | 3    | 6    | 0  | 3  | 3  | 3  | 12 | -9 |
| アポエル                 | 3    | 6    | 0  | 3  | 3  | 4  | 7  | -3 |

| 2009年9月15日 20:45 UTC+2 |

| チェルシー    | 1 - 0    | ポルト |
| アネルカ 48分 | レポート |        |

| ロンドン、スタンフォード・ブリッジ 観客数: 39,436 主審: コンラト・プラウツ (オーストリア) |

| 2009年9月15日 20:45 UTC+2 |

| アトレティコ・マドリード | 0 - 0    | アポエル |
|                          | レポート |          |

| マドリード、ビセンテ・カルデロン 観客数: 30,628 主審: クレイグ・トムソン (スコットランド) |

| 2009年9月30日 20:45 UTC+2 |

| アポエル | 0 - 1    | チェルシー    |
|          | レポート | アネルカ 18分 |

| ニコシア、GSPスタジアム 観客数: 21,657 主審: ベルトラン・ライエク (フランス) |

| 2009年9月30日 20:45 UTC+2 |

| ポルト                          | 2 - 0    | アトレティコ・マドリード |
| ファルカオ 75分 · ロランド 82分 | レポート |                          |

| ポルト、エスタディオ・ド・ドラゴン 観客数: 37,609 主審: ニコラ・リッツォーリ (イタリア) |

| 2009年10月21日 20:45 UTC+2 |

| ポルト                 | 2 - 1    | アポエル                |
| フッキ 33分, 48分 (PK) | レポート | A・ペレイラ 22分 (o.g.) |

| ポルト、エスタディオ・ド・ドラゴン 観客数: 31,212 主審: フェリックス・ブリッヒ (ドイツ) |

| 2009年10月21日 20:45 UTC+2 |

| チェルシー                                                 | 4 - 0    | アトレティコ・マドリード |
| カルー 41分, 52分 · ランパード 69分 · ペレア 90+1分 (o.g.) | レポート |                          |

| ロンドン、スタンフォード・ブリッジ 観客数: 39,997 主審: フロリアン・マイアー (ドイツ) |

| 2009年11月3日 20:45 UTC+1 |

| アポエル | 0 - 1    | ポルト          |
|          | レポート | ファルカオ 84分 |

| ニコシア、GSPスタジアム 観客数: 20,825 主審: ダミル・スコミナ (スロベニア) |

| 2009年11月3日 20:45 UTC+1 |

| アトレティコ・マドリード | 2 - 2    | チェルシー          |
| アグエロ 66分, 90+1分    | レポート | ドログバ 82分, 88分 |

| マドリード、ビセンテ・カルデロン 観客数: 36,284 主審: ビヨルン･カイペルス (オランダ) |

| 2009年11月25日 20:45 UTC+1 |

| ポルト | 0 - 1    | チェルシー    |
|        | レポート | アネルカ 69分 |

| ポルト、エスタディオ・ド・ドラゴン 観客数: 38,410 主審: ヨナス・エリクソン (スウェーデン) |

| 2009年11月25日 20:45 UTC+1 |

| アポエル               | 1 - 1    | アトレティコ・マドリード |
| ミロサブリェビッチ 5分 | レポート | シモン 62分              |

| ニコシア、GSPスタジアム 観客数: 21,178 主審: フランク・デ・ブリーカー (ベルギー) |

| 2009年12月8日 20:45 UTC+1 |

| チェルシー                      | 2 - 2    | アポエル                                       |
| エッシェン 19分 · ドログバ 26分 | レポート | Ma・ジュブワコフ 6分 · ミロサブリェビッチ 87分 |

| ロンドン、スタンフォード・ブリッジ 観客数: 40,917 主審: マテオ・トレフォロニ (イタリア) |

| 2009年12月8日 20:45 UTC+1 |

| アトレティコ・マドリード | 0 - 3    | ポルト                                         |
|                          | レポート | アウヴェス 2分 · ファルカオ 14分 · フッキ 76分 |

| マドリード、ビセンテ・カルデロン 観客数: 24,603 主審: ステファン・ラノワ (フランス) |

### グループE
| チーム             | 勝点 | 試合 | 勝 | 分 | 負 | 得 | 失 | 差  |
| ------------------ | ---- | ---- | -- | -- | -- | -- | -- | --- |
| フィオレンティーナ | 15   | 6    | 5  | 0  | 1  | 14 | 7  | +7  |
| リヨン             | 13   | 6    | 4  | 1  | 1  | 12 | 3  | +9  |
| リヴァプール       | 7    | 6    | 2  | 1  | 3  | 5  | 7  | -2  |
| デブレツェン       | 0    | 6    | 0  | 0  | 6  | 5  | 19 | -14 |

| 2009年9月16日 20:45 UTC+2 |

| リヴァプール  | 1 - 0    | デブレツェン |
| カイト 45+1分 | レポート |              |

| リヴァプール、アンフィールド 観客数: 41,591 主審: ペドロ・プロエンサ (ポルトガル) |

| 2009年9月16日 20:45 UTC+2 |

| リヨン          | 1 - 0    | フィオレンティーナ |
| ピャニッチ 76分 | レポート |                    |

| リヨン、ジェルラン 観客数: 37,169 主審: ピーター・フィンク (オランダ) |

| 2009年9月29日 20:45 UTC+2 |

| フィオレンティーナ        | 2 - 0    | リヴァプール |
| ヨヴェティッチ 28分, 37分 | レポート |              |

| フィレンツェ、アルテミオ・フランキ 観客数: 33,426 主審: フェリックス・ブリッヒ (ドイツ) |

| 2009年9月29日 20:45 UTC+2 |

| デブレツェン | 0 - 4    | リヨン                                                           |
|              | レポート | シェルストレーム 3分 · ピャニッチ 13分 · ゴブ 24分 · ゴミス 51分 |

| ブダペスト、フェレンツ・プスカシュ3 観客数: 41,600 主審: トム・ヘニンク・エブレベ (ノルウェー) |

| 2009年10月20日 20:45 UTC+2 |

| デブレツェン                                     | 3 - 4    | フィオレンティーナ                                       |
| ツビトコビチ 2分 · ルドルフ 28分 · クリバリ 88分 | レポート | ムトゥ 6分, 20分 · ジラルディーノ 10分 · サンターナ 37分 |

| ブダペスト、フェレンツ・プスカシュ3 観客数: 41,500 主審: クレイグ・トムソン (スコットランド) |

| 2009年10月20日 20:45 UTC+2 |

| リヴァプール  | 1 - 2    | リヨン                          |
| ベナユン 41分 | レポート | ゴナロン 72分 · デルガド 90+1分 |

| リヴァプール、アンフィールド 観客数: 41,562 主審: アルベルト・ウンディアーノ (スペイン) |

| 2009年11月4日 20:45 UTC+1 |

| フィオレンティーナ                                                                            | 5 - 2    | デブレツェン                  |
| ムトゥ 14分 · ダイネッリ 52分 · モントリーヴォ 59分 · マルキオンニ 61分 · ジラルディーノ 74分 | レポート | ルドルフ 38分 · クリバリ 70分 |

| フィレンツェ、アルテミオ・フランキ 観客数: 19,676 主審: マヌエル・メフト・ゴンサレス (スペイン) |

| 2009年11月4日 20:45 UTC+1 |

| リヨン         | 1 - 1    | リヴァプール |
| L・ロペス 90分 | レポート | バベル 83分  |

| リヨン、ジェルラン 観客数: 39,180 主審: フランク・デ・ブリーカー (ベルギー) |

| 2009年11月24日 20:45 UTC+1 |

| デブレツェン | 0 - 1    | リヴァプール |
|              | レポート | ヌゴグ 4分   |

| ブダペスト、フェレンツ・プスカシュ3 観客数: 41,500 主審: ビヨルン･カイペルス (オランダ) |

| 2009年11月24日 20:45 UTC+1 |

| フィオレンティーナ | 1 - 0    | リヨン |
| バルガス 28分 (PK) | レポート |        |

| フィレンツェ、アルテミオ・フランキ 観客数: 34,301 主審: オレガリオ・ベンケレンサ (ポルトガル) |

| 2009年12月9日 20:45 UTC+1 |

| リヴァプール  | 1 - 2    | フィオレンティーナ                        |
| ベナユン 43分 | レポート | ヨルゲンセン 63分 · ジラルディーノ 90+2分 |

| リヴァプール、アンフィールド 観客数: 40,863 主審: ダミル・スコミナ (スロベニア) |

| 2009年12月9日 20:45 UTC+1 |

| リヨン                                                        | 4 - 0    | デブレツェン |
| ゴミス 25分 · バストス 45分 · ピャニッチ 59分 · シッソコ 76分 | レポート |              |

| リヨン、ジェルラン 観客数: 36,884 主審: フロリアン・マイアー (ドイツ) |

注釈
- 3. デブレツェンの本拠地、シュタディオン・オラー・ガーボル・ウートがUEFA基準に満たないため、フェレンツ・プスカシュで開催された。

### グループF
| チーム           | 勝点 | 試合 | 勝 | 分 | 負 | 得 | 失 | 差 |
| ---------------- | ---- | ---- | -- | -- | -- | -- | -- | -- |
| バルセロナ       | 11   | 6    | 3  | 2  | 1  | 7  | 3  | +4 |
| インテル         | 9    | 6    | 2  | 3  | 1  | 7  | 6  | +1 |
| ルビン           | 6    | 6    | 1  | 3  | 2  | 4  | 7  | -3 |
| ディナモ・キーウ | 5    | 6    | 1  | 2  | 3  | 7  | 9  | -2 |

| 2009年9月16日 20:45 UTC+2 |

| インテル | 0 - 0    | バルセロナ |
|          | レポート |            |

| ミラノ、スタディオ・ジュゼッペ・メアッツァ 観客数: 77,321 主審: ヴォルフガング・シュタルク (ドイツ) |

| 2009年9月16日 20:45 UTC+2 |

| ディナモ・キーウ                          | 3 - 1    | ルビン          |
| ユスフ 71分 · マグラン 79分 · グセフ 85分 | レポート | ドミンゲス 25分 |

| キエフ、ワレリー・ロバノフスキー 観客数: 15,000 主審: アラン・ハマー (ルクセンブルク) |

| 2009年9月29日 20:30 UTC+4 |

| ルビン          | 1 - 1    | インテル            |
| ドミンゲス 11分 | レポート | スタンコビッチ 27分 |

| カザン、チェントラルニ・スタディオン 観客数: 23,670 主審: テリエ・ハウゲ (ノルウェー) |

| 2009年9月29日 20:45 UTC+2 |

| バルセロナ                | 2 - 0    | ディナモ・キーウ |
| メッシ 26分 · ペドロ 76分 | レポート |                  |

| バルセロナ、カンプ・ノウ 観客数: 68,221 主審: ビヨルン･カイペルス (オランダ) |

| 2009年10月20日 20:45 UTC+2 |

| バルセロナ            | 1 - 2    | ルビン                               |
| イブラヒモビッチ 48分 | レポート | リャザンツェフ 2分 · カラデニズ 73分 |

| バルセロナ、カンプ・ノウ 観客数: 55,930 主審: ローラン・デュアメル (フランス) |

| 2009年10月20日 20:45 UTC+2 |

| インテル                            | 2 - 2    | ディナモ・キーウ                  |
| スタンコビッチ 35分 · サムエル 47分 | レポート | ミハリク 5分 · ルシオ 40分 (o.g.) |

| ミラノ、スタディオ・ジュゼッペ・メアッツァ 観客数: 34,721 主審: マーティン・アトキンソン (イングランド) |

| 2009年11月4日 20:30 UTC+3 |

| ルビン | 0 - 0    | バルセロナ |
|        | レポート |            |

| カザン、チェントラルニ・スタディオン 観客数: 24,600 主審: コンラト・プラウツ (オーストリア) |

| 2009年11月4日 20:45 UTC+1 |

| ディナモ・キーウ    | 1 - 2    | インテル                        |
| シェフチェンコ 21分 | レポート | ミリート 86分 · スナイデル 89分 |

| キエフ、ワレリー・ロバノフスキー 観客数: 15,900 主審: ベルトラン・ライエク (フランス) |

| 2009年11月24日 20:45 UTC+1 |

| バルセロナ              | 2 - 0    | インテル |
| ピケ 10分 · ペドロ 26分 | レポート |          |

| バルセロナ、カンプ・ノウ 観客数: 93,524 主審: マッシモ・ブサッカ (スイス) |

| 2009年11月24日 20:30 UTC+3 |

| ルビン | 0 - 0    | ディナモ・キーウ |
|        | レポート |                  |

| カザン、チェントラルニ・スタディオン 観客数: 23,185 主審: フェリックス・ブリッヒ (ドイツ) |

| 2009年12月9日 20:45 UTC+1 |

| インテル                      | 2 - 0    | ルビン |
| エトー 31分 · バロテッリ 64分 | レポート |        |

| ミラノ、スタディオ・ジュゼッペ・メアッツァ 観客数: 49,539 主審: ピーター・フィンク (オランダ) |

| 2009年12月9日 20:45 UTC+1 |

| ディナモ・キーウ | 1 - 2    | バルセロナ                              |
| ミレフスキー 2分 | レポート | シャビ・エルナンデス 33分 · メッシ 86分 |

| キエフ、ワレリー・ロバノフスキー 観客数: 16,300 主審: ハワード・ウェブ (イングランド) |

### グループG
| チーム                 | 勝点 | 試合 | 勝 | 分 | 負 | 得 | 失 | 差 |
| ---------------------- | ---- | ---- | -- | -- | -- | -- | -- | -- |
| セビージャ             | 13   | 6    | 4  | 1  | 1  | 11 | 4  | +7 |
| シュトゥットガルト     | 9    | 6    | 2  | 3  | 1  | 9  | 7  | +2 |
| ウニレア・ウルジチェニ | 8    | 6    | 2  | 2  | 2  | 8  | 8  | 0  |
| レンジャーズ           | 2    | 6    | 0  | 2  | 4  | 4  | 13 | -9 |

| 2009年9月16日 20:45 UTC+2 |

| シュトゥットガルト  | 1 - 1    | レンジャーズ |
| ポグレブニャク 18分 | レポート | ブゲラ 77分  |

| シュトゥットガルト、ゴットリープ・ダイムラー 観客数: 39,000 主審: マッシモ・ブサッカ (スイス) |

| 2009年9月16日 20:45 UTC+2 |

| セビージャ                                | 2 - 0    | ウニレア・ウルジチェニ |
| ルイス・ファビアーノ 45+1分 · レナト 70分 | レポート |                        |

| セビージャ、ラモン・サンチェス・ピスフアン 観客数: 37,500 主審: マテオ・トレフォロニ (イタリア) |

| 2009年9月29日 20:45 UTC+2 |

| ウニレア・ウルジチェニ | 1 - 1    | シュトゥットガルト |
| バルガ 48分            | レポート | タスキ 5分         |

| ブカレスト、ステアウア・スタジアム4 観客数: 13,557 主審: ローラン・デュアメル (フランス) |

| 2009年9月29日 20:45 UTC+2 |

| レンジャーズ | 1 - 4    | セビージャ                                                                  |
| ノヴォ 88分  | レポート | コンコ 50分 · アドリアーノ 64分 · ルイス・ファビアーノ 72分 · カヌーテ 74分 |

| グラスゴー、アイブロックス 観客数: 40,572 主審: ヨナス・エリクソン (スウェーデン) |

| 2009年10月20日 20:45 UTC+2 |

| レンジャーズ                | 1 - 4    | ウニレア・ウルジチェニ                                                                |
| リカルド・ビラナ 2分 (o.g.) | レポート | ビラスコ 32分 · ラファーティ 49分 (o.g.) · マッカローク 59分 (o.g.) · ブランダン 65分 |

| グラスゴー、アイブロックス 観客数: 39,476 主審: エリック・ブラームハール (オランダ) |

| 2009年10月20日 20:45 UTC+2 |

| シュトゥットガルト | 1 - 3    | セビージャ                          |
| エウソン 74分      | レポート | スキラッチ 23分, 72分 · ナバス 55分 |

| シュトゥットガルト、ゴットリープ・ダイムラー 観客数: 37,000 主審: ピーター・フィンク (オランダ) |

| 2009年11月4日 20:45 UTC+1 |

| ウニレア・ウルジチェニ | 1 - 1    | レンジャーズ      |
| オノフラシュ 88分      | レポート | マッカローク 79分 |

| ブカレスト、ステアウア・スタジアム4 観客数: 9,923 主審: クラウス・ボー・ラーセン (デンマーク) |

| 2009年11月4日 20:45 UTC+1 |

| セビージャ  | 1 - 1    | シュトゥットガルト  |
| ナバス 14分 | レポート | クズマノビッチ 79分 |

| セビージャ、ラモン・サンチェス・ピスフアン 観客数: 32,669 主審: マーティン・アトキンソン (イングランド) |

| 2009年11月24日 20:45 UTC+1 |

| レンジャーズ | 0 - 2    | シュトゥットガルト                |
|              | レポート | ルディ 16分 · クズマノビッチ 59分 |

| グラスゴー、アイブロックス 観客数: 41,468 主審: ロベルト・ロゼッティ (イタリア) |

| 2009年11月24日 20:45 UTC+1 |

| ウニレア・ウルジチェニ         | 1 - 0    | セビージャ |
| ドラグティノビッチ 45分 (o.g.) | レポート |            |

| ブカレスト、ステアウア・スタジアム4 観客数: 10,007 主審: トム・ヘニンク・エブレベ (ノルウェー) |

| 2009年12月9日 20:45 UTC+1 |

| シュトゥットガルト                                | 3 - 1    | ウニレア・ウルジチェニ |
| マリカ 5分 · トレーシュ 8分 · ポグレブニャク 11分 | レポート | セメド 46分            |

| シュトゥットガルト、ゴットリープ・ダイムラー 観客数: 37,000 主審: カッシャイ・ヴィクトル (ハンガリー) |

| 2009年12月9日 20:45 UTC+1 |

| セビージャ        | 1 - 0    | レンジャーズ |
| カヌーテ 8分 (PK) | レポート |              |

| セビージャ、ラモン・サンチェス・ピスフアン 観客数: 31,560 主審: ベルトラン・ライエク (フランス) |

注釈
- 4. ウニレア・ウルジチェニの本拠地、スタディオヌル・ティネレトゥルイがUEFA基準に満たないため、ステアウア・スタジアムで開催された。

### グループH
| チーム         | 勝点 | 試合 | 勝 | 分 | 負 | 得 | 失 | 差 |
| -------------- | ---- | ---- | -- | -- | -- | -- | -- | -- |
| アーセナル     | 13   | 6    | 4  | 1  | 1  | 12 | 5  | +7 |
| オリンピアコス | 10   | 6    | 3  | 1  | 2  | 4  | 5  | -1 |
| スタンダール   | 5    | 6    | 1  | 2  | 3  | 7  | 9  | -2 |
| アルクマール   | 4    | 6    | 0  | 4  | 2  | 4  | 8  | -4 |

| 2009年9月16日 20:45 UTC+2 |

| オリンピアコス    | 1 - 0    | アルクマール |
| トロシディス 79分 | レポート |              |

| アテネ、ヨルギオス・カライスカキス・スタジアム 観客数: 29,018 主審: カッシャイ・ヴィクトル (ハンガリー) |

| 2009年9月16日 20:45 UTC+2 |

| スタンダール                             | 2 - 3    | アーセナル                                                |
| マンガラ 3分 · ヨヴァノヴィッチ 5分 (PK) | レポート | ベントナー 45分 · ヴェルマーレン 77分 · エドゥアルド 81分 |

| リエージュ、モーリス・ドゥフラスヌ 観客数: 23,022 主審: エドゥアルド・イトゥラルデ・ゴンサレス (スペイン) |

| 2009年9月29日 20:45 UTC+2 |

| アーセナル                                | 2 - 0    | オリンピアコス |
| ファン・ペルシー 78分 · アルシャビン 86分 | レポート |                |

| ロンドン、アーセナル・スタジアム 観客数: 59,884 主審: ステファン・ラノワ (フランス) |

| 2009年9月29日 20:45 UTC+2 |

| アルクマール          | 1 - 1    | スタンダール    |
| エル・ハムダウィ 48分 | レポート | トラオレ 90+1分 |

| アルクマール、DSBスタジアム 観客数: 16,373 主審: ヴォルフガング・シュタルク (ドイツ) |

| 2009年10月20日 20:45 UTC+2 |

| アルクマール                | 1 - 1    | アーセナル  |
| メンデス・ダ・シルバ 90+3分 | レポート | セスク 36分 |

| アルクマール、DSBスタジアム 観客数: 16,666 主審: マルティン・ハンソン (スウェーデン) |

| 2009年10月20日 20:45 UTC+2 |

| オリンピアコス                            | 2 - 1    | スタンダール      |
| ミトログル 43分 · ストルティディス 90+3分 | レポート | デ・カマルゴ 37分 |

| アテネ、ヨルギオス・カライスカキス・スタジアム 観客数: 29,889 主審: ペドロ・プロエンサ (ポルトガル) |

| 2009年11月4日 20:45 UTC+1 |

| アーセナル                                      | 4 - 1    | アルクマール |
| セスク 25分, 52分 · ナスリ 43分 · ディアビ 72分 | レポート | レンス 82分  |

| ロンドン、アーセナル・スタジアム 観客数: 59,345 主審: アラン・ハマー (ルクセンブルク) |

| 2009年11月4日 20:45 UTC+1 |

| スタンダール                      | 2 - 0    | オリンピアコス |
| ムボカニ 31分 · ヨバノビッチ 88分 | レポート |                |

| リエージュ、モーリス・ドゥフラスヌ 観客数: 24,787 主審: ニコラ・リッツォーリ (イタリア) |

| 2009年11月24日 20:45 UTC+1 |

| アルクマール | 0 - 0    | オリンピアコス |
|              | レポート |                |

| アルクマール、DSBスタジアム 観客数: 16,213 主審: アルベルト・ウンディアーノ (スペイン) |

| 2009年11月24日 20:45 UTC+1 |

| アーセナル                      | 2 - 0    | スタンダール |
| ナスリ 35分 · デニウソン 45+2分 | レポート |              |

| ロンドン、アーセナル・スタジアム 観客数: 59,941 主審: コンラト・プラウツ (オーストリア) |

| 2009年12月9日 20:45 UTC+1 |

| オリンピアコス  | 1 - 0    | アーセナル |
| レオナルド 47分 | レポート |            |

| アテネ、ヨルギオス・カライスカキス・スタジアム 観客数: 30,277 主審: ルシリオ・バティスタ (ポルトガル) |

| 2009年12月9日 20:45 UTC+1 |

| スタンダール  | 1 - 1    | アルクマール |
| ボラト 90+5分 | レポート | レンス 42分  |

| リエージュ、モーリス・ドゥフラスヌ 観客数: 24,359 主審: マーティン・アトキンソン (イングランド) |